# Jolanta Niwińska
Jolanta Niwińska – popularyzatorka czytelnictwa, koordynatorka oraz współtwórczyni polskiego ruchu bookcrossingowego.

## Życiorys
Fundatorka Fundacji Bookcrossing Polska, inicjatorka i współorganizatorka corocznego Święta Wolnych Książek.
Autorka i realizatorka projektów popularyzujących czytelnictwo, takich jak: Bydgoskie Biesiady Czytelnicze, Festiwal Pięknego Czytania im. Kazimierza Hoffmana. 
Publikowała na łamach ogólnopolskich, lokalnych czasopism oświatowych i bibliotekarskich oraz regionalnym miesięczniku kulturalnym: Bydgoski Informator Kulturalny, Głos Nauczycielski, Biblioteka w Szkole, Wiadomości, Głosy i Rozmowy o Szkole (aktualnie UczMy).
Na całym świecie promuje polską literaturę i polskich pisarzy. Odwiedziła między innymi Australię, Meksyk, Indonezję, Hiszpanię, Wyspy Zielonego Przylądka, Portugalię, Papuę-Nową Gwineę i Antarktydę, gdzie uwolniła książki. Owocem dwóch ostatnich wypraw były książki: „Z książką na końcu świata: Papua Nowa Gwinea” i „Z książką na końcu świata: Antarktyda”.
Za swoją pracę społeczną otrzymała odznakę honorową Zasłużony dla Kultury Polskiej (2013), jedna z laureatek plebiscytu Kobieta Roku organizowanego przez Radio Gra, nominowana do tytułu "Człowiek Roku 2014 powiatu bydgoskiego", nominowana do tytułu Bydgoszczanin Roku 2016 przez redakcyjną Kapitułę plebiscytu „Expressu Bydgoskiego”, za twórczość i działalność na rzecz kultury otrzymała Nagrodę Prezydenta Bydgoszczy (2019).

## Publikacje
- 2022: Antarktyda. Z książką na końcu świata, Bydgoszcz, Dom Wydawniczy Margrafsen, ISBN 978-83-66844-11-7.
- 2019: Książki na krańcu świata. Indonezja,  [w:] B. Sowińska (red.), Kultura medialna w bibliotece, Bydgoszcz, Wydawnictwo Uczelniane WSG w Bydgoszczy, s. 165–173 ISBN 978-83-65507-35-8.
- 2018: Bookcrossing. Książki na wolności, [w:] B. Sowińska (red.), Kulturotwórcza rola książki i biblioteki, Bydgoszcz, Wydawnictwo Uczelniane WSG w Bydgoszczy, s. 157–159 ISBN 978-83-65507-16-7.
- 2017: Z książką na końcu świata. Papua Nowa Gwinea, Bydgoszcz, Dom Wydawniczy Margrafsen, ISBN 978-83-65533-39-5.
- 2015: Niwińska J., Książki w kraju kolorowym jak tęcza, „ Głos Nauczycielski”,  nr 21 s. 12
- 2015: Niwińska J., W kraju tysiąca wysp. Indonezja, „Głos Nauczycielski”, nr 46, s. 14-15
- 2014: Niwińska J.,  Książki w krainie rajskiego ptaka, „Biblioteka w Szkole”, nr 1, s. 34
- 2010: Niwińska J., Moda na czytanie, „Biblioteka w Szkole”, nr 4, s. 12-13
- 2006: Niwińska J., Książki na wolności, „Biblioteka w Szkole”, nr 11, s. 2